# Potosa rufofascialis
Potosa rufofascialis är en fjärilsart som beskrevs av Hahn William Capps 1952.
Potosa rufofascialis ingår i släktet Potosa och familjen mott. Inga underarter finns listade i Catalogue of Life.